# Château de la Tour-des-Échelles
Le château de la Tour-des-Échelles ou tour de Jujurieux est une ancienne tour forte qui se dresse sur le territoire de la commune française de Jujurieux, dans le département de l'Ain, en région Auvergne-Rhône-Alpes.
Le château fait l'objet d'une protection totale aux monuments historiques.

## Localisation
Le château de la Tour-des-Échelles est situé sur la commune de Jujurieux, dans le département français de l'Ain.

## Historique
La maison forte, chef-lieu de la seigneurie de la Tour-des-Échelles, est la possession des gentilshommes du nom et armes des Échelles, chevaliers, vassaux du château de Poncin, connus depuis le début du XIVe siècle.
Elle passe, en 1320,, dans la maison de Moyria, par le mariage d'Aymonette des Échelles, dernière du nom, avec Jean de Moyria, qui lui porte en dot la maison des Échelles et devient ainsi seigneur des Échelles et de Moyria. Les sires de Moyria en furent les seigneurs jusqu'en 1780.
Le fief était vers 1650 entre les mains de Jean-Pierre de Moyria, baron de Châtillon-de-Corneille, maréchal des camps et armées du Roi. Le fief des Échelles comprenait une partie des paroisses de Jujurieux et de Saint-Jean-le-Vieux.

## Description
À l'intérieur, on peut admirer cinq fresques représentant une vue d'anciens châteaux. Ces peintures qui datent du XVIIe siècle ont été commandées par le propriétaire de l'époque de ces cinq châteaux. Deux de ces fresques restaurées nous montrent notamment la tour des Échelles dont l'une nous offre à l'intérieur d'une perspective et alignés la tour de Saint-Denis et les châteaux de Saint-Germain et des Allymes. Les deux autres représentent les châteaux de Poncin et de Pont-d'Ain. Un détail sur celle du château de Pont-d'Ain nous permet de dater ces peintures aux environs de 1624. En effet, on y remarque un maçon en train de remonter les murs du chevet de l'église du bourg ; une importante inondation avait emporté cette même année le chevet ainsi que le mobilier de l'église et notamment la châsse où était conservé le cœur de Philibert-le-Beau.

## Protection aux monuments historiques
Au titre des monuments historiques :
- le château et son jardin à la française sont inscrits par arrêté du 28 janvier 1949 ;
- les peintures murales de la voûte du porche d'entrée et de la pièce du deuxième étage de la tour sont classées par arrêté du 1er mars 1977.